# Więcej niż wszystko
Więcej niż wszystko (ang. Over the Top, w latach 80. rozpowszechniany w Polsce w systemie VHS pod tytułem Ponad szczytem) – amerykański film przygodowy z 1987 roku w reżyserii Menahema Golana, powstały przy udziale grupy medialnej Viacom.

## O filmie
Budżet przekroczył sumę 15 000 000 USD. Zdjęcia wykonano w Las Vegas, Monument Valley w Utah oraz w Claremont w Kalifornii. Główną rolę zagrał Sylvester Stallone, który częściowo napisał także scenariusz. Premiera miała miejsce 12 lutego 1987 r. Film spopularyzował siłowanie na rękę jako dyscyplinę sportu.

## Obsada
- Sylvester Stallone – Lincoln Hawk
- David Mendelhall – Michael Hawk
- Robert Loggia – Jason Cutler
- Susan Blakely – Christina Hawk
- Rick Zumwalt – Bob Bull Hurley
- Bruce Way – John Grizzly
- Sam Scarber – Harry Bosco
- Tony Munafo – Tony
- Allan Graf – Collins
- Randy Raney – Mad Dog Madison
- Chris McCarty – Tim Salanger
- Terry Funk – Ruker
- John Braden – Col Davis
- Jimmy Keegan – Richie
- Bob Beattie – spiker
- Jack Wright – Big Bill Larson
- Michael Fox – Jim Olson
- Paolo Casella – Carl Adams

## Fabuła
Lincoln Hawk – kierowca ciężarówki w przeszłości opuścił swoją żonę Christinę i syna Michaela. Po latach, na prośbę ciężko chorej Christiny, zabiera 12-letniego Michaela ze szkoły kadetów i wiezie swoją ciężarówką do Christin. Po drodze, obydwaj w gruncie rzeczy obcy sobie ludzie, znajdują wspólny język – jest nim nietypowe hobby Lincolna, uprawiane namiętnie siłowanie na ręce.
Wkrótce jednak pojawiają się problemy. Okazuje się, że bogaty dziadek Michaela – Jason Cutler jest przeciwny kontaktom swojego wnuka z ojcem. Podczas podróży jego ludzie próbują „porwać” Michaela, ale Hawk jest w stanie obronić syna. Cienką nić porozumienia pomiędzy ojcem a synem przerywa jednak śmierć Christiny – zrozpaczony Michael porzuca ojca i ucieka do dziadka. Hawk próbuje odzyskać syna, jednak dziadek jest temu przeciwny i nie pozwala mu nawet na rozmowę. Zdesperowany Hawk siłą wdziera się do jego rezydencji, za co trafia do aresztu. Tam, adwokat Cutlera składa mu propozycję nie do odrzucenia – w zamian za zwolnienie za kaucją, ma się zrzec praw do Michaela na korzyść dziadka. Hawk, rozumiejąc, że bogaty Cutler zapewni jego synowi o wiele lepszą przyszłość niż on sam, po rozmowie z synem wyraża na to zgodę.
Hawk po wyjściu z aresztu nie ma już nic do stracenia, stawia wszystko na jedną kartę. Sprzedaje swoją starą ciężarówkę i udaje się do Las Vegas na mistrzostwa świata w siłowaniu się na ręce. Wszystkie pieniądze stawia na siebie, chociaż nikt nie daje mu większych szans. Nagrodą w turnieju jest supernowoczesna ciężarówka Volvo. Jak sam mówi, tylko na niej mu zależy, bo to jest dla niego szansa na rozpoczęcie nowego życia. Jednego po drugim pokonuje wszystkich rywali. Przed decydującą, finałową walką, zjawia się u niego Michael, który uciekł od dziadka, po odnalezieniu listów od ojca, które nigdy do niego nie dotarły, ponieważ przejmował je dziadek i które są dla niego dowodem, że Hawk jednak nie porzucił go i zawsze o nim pamiętał. Wizyta syna i rozmowa z nim przekonuje Hawka, że Michael chce być tylko z nim. Dodaje mu motywacji w walce. Odrzuca łapówkę starego Cutlera w postaci czeku i nowej ciężarówki w zamian za ostateczne zerwanie z synem i „zniknięcie”. Walczy i w finałowym, zaciętym pojedynku, pokonuje niezwyciężonego od 5 lat olbrzyma „Bulla”. Wygrywa upragnioną ciężarówkę, zostaje mistrzem świata, a przede wszystkim odzyskuje syna.